# Ponte Octávio Frias de Oliveira
Il ponte Octavio Frias de Oliveira è un ponte strallato situato a San Paolo, in Brasile che attraversa il fiume Pinheiros e che è stato inaugurato il 10 maggio 2008. Il ponte è alto 138 metri ed è chiamato in onore di Octavio Frias de Oliveira. Il ponte è costituito da due corsie che formano una curva di 60° ed è l'unico ponte strallato al mondo con due corsie curve collegate ad uno stesso pilastro.